# Gran Premio motociclistico di Francia 1987
Il Gran Premio motociclistico di Francia 1987 fu l'ottavo appuntamento del motomondiale 1987, 53ª edizione del Gran Premio motociclistico di Francia e 31ª valida per il motomondiale.
Nell'alternanza delle piste francesi che lo ospitarono, quest'anno si svolse il 19 luglio 1987 sul circuito Bugatti di Le Mans e vide la vittoria di Randy Mamola nella classe 500, di Reinhold Roth nella classe 250, di Fausto Gresini in classe 125 e di Rolf Biland/Kurt Waltisperg nei sidecar.
Da registrare la curiosità che la pole position nelle due classi maggiori è stata ottenuta da due fratelli, Christian e Dominique Sarron.

## Classe 500
In una gara caratterizzata da una pioggia battente si è imposto lo statunitense Randy Mamola che ha preceduto l'italiano Pierfrancesco Chili e il francese Christian Sarron.
In classifica generale resta al comando l'australiano Wayne Gardner davanti a Mamola e all'altro statunitense e campione mondiale in carica Eddie Lawson.

### Arrivati al traguardo
| Pos. | Pilota              | Moto      | Tempo      | Griglia | Punti |
| ---- | ------------------- | --------- | ---------- | ------- | ----- |
| 1    | Randy Mamola        | Yamaha    | 58.43.50   | 7       | 15    |
| 2    | Pierfrancesco Chili | Honda     | 59.17.68   | 12      | 12    |
| 3    | Christian Sarron    | Yamaha    | 59.24.14   | 1       | 10    |
| 4    | Wayne Gardner       | Honda     | 59.27.69   | 2       | 8     |
| 5    | Ron Haslam          | Elf-Honda | 59.33.75   | 15      | 6     |
| 6    | Kenny Irons         | Suzuki    | 59.49.52   | 6       | 5     |
| 7    | Niall Mackenzie     | Yamaha    | 1.00.17.03 | 4       | 4     |
| 8    | Shunji Yatsushiro   | Honda     | 1.00.22.35 | 11      | 3     |
| 9    | Kevin Schwantz      | Suzuki    | 1.00.22.89 | 5       | 2     |
| 10   | Roger Burnett       | Honda     | 1.00.41.37 | 14      | 1     |
| 11   | Marco Gentile       | Fior      | 1 giro     | 16      |       |
| 12   | Manfred Fischer     | Honda     | 1 giro     | 20      |       |
| 13   | Simon Buckmaster    | Honda     | 1 giro     | 26      |       |
| 14   | Silvo Habat         | Honda     | 1 giro     | 29      |       |
| 15   | Maarten Duyzers     | Honda     | 2 giri     | 28      |       |
| 16   | Vittorio Scatola    | Paton     | 2 giri     | 23      |       |
| 17   | Daniel Amatriaín    | Honda     | 2 giri     | 27      |       |
| 18   | Daniel Pauget       | Honda     | 2 giri     | 36      |       |
| 19   | Rachel Nicotte      | Suzuki    | 2 giri     | 31      |       |
| 20   | Ian Pratt           | Suzuki    | 2 giri     | 35      |       |
| 21   | Alan Jeffery        | Suzuki    | 3 giri     | 32      |       |
| 22   | Louis-Luc Maisto    | Honda     | 3 giri     | 25      |       |

### Ritirati
| Pilota              | Moto   | Motivo | Griglia |
| ------------------- | ------ | ------ | ------- |
| Fabio Barchitta     | Honda  |        | 24      |
| Kees van der Endt   | Honda  |        | 33      |
| Hervé Guilleux      | Fior   |        | 19      |
| Bruno Kneubühler    | Honda  |        | 22      |
| Eddie Lawson        | Yamaha |        | 3       |
| Andreas Leuthe      | Honda  |        | 30      |
| Robert McElnea      | Yamaha |        | 9       |
| Wolfgang von Muralt | Suzuki |        | 17      |
| Didier de Radiguès  | Cagiva |        | 13      |
| Gustav Reiner       | Honda  |        | 18      |
| Ari Rämö            | Honda  |        | 34      |
| Raymond Roche       | Cagiva |        | 8       |
| Richard Scott       | Yamaha |        | 10      |
| Alessandro Valesi   | Honda  |        | 21      |

### Non qualificati
| Pilota          | Moto   |
| --------------- | ------ |
| Ray Swann       | Honda  |
| Rolf Aljes      | Suzuki |
| Tadahiko Taira  | Yamaha |
| Stelio Marmaras | Suzuki |

## Classe 250
Con la vittoria nella gara, che è anche la prima in carriera nel mondiale, il tedesco Reinhold Roth ritrova anche la testa della classifica generale, distaccando di 15 punti il connazionale Anton Mang costretto al ritiro. Nella gara al secondo posto è giunto il francese Dominique Sarron e al terzo lo spagnolo Carlos Cardús.

### Arrivati al traguardo
| Pos. | Pilota               | Moto     | Tempo    | Griglia | Punti |
| ---- | -------------------- | -------- | -------- | ------- | ----- |
| 1    | Reinhold Roth        | Honda    | 49.46.33 | 3       | 15    |
| 2    | Dominique Sarron     | Honda    | 50.01.88 | 1       | 12    |
| 3    | Carlos Cardús        | Honda    | 50.08.27 | 11      | 10    |
| 4    | Sito Pons            | Honda    | 50.14.45 | 10      | 8     |
| 5    | Manfred Herweh       | Honda    | 50.17.22 | 8       | 6     |
| 6    | Hans Lindner         | Honda    | 50.21.01 | 24      | 5     |
| 7    | Loris Reggiani       | Aprilia  | 50.28.88 | 9       | 4     |
| 8    | Jean-Philippe Ruggia | Yamaha   | 50.33.04 | 15      | 3     |
| 9    | Donnie McLeod        | EMC      | 50.33.40 | 16      | 2     |
| 10   | Martin Wimmer        | Yamaha   | 50.59.17 | 2       | 1     |
| 11   | Alberto Puig         | JJ Cobas | 51.06.88 | 17      |       |
| 12   | Hervé Duffard        | Honda    | 51.12.05 | 31      |       |
| 13   | Urz Luzi             | Honda    | 51.16.11 | 28      |       |
| 14   | Andreas Preining     | Rotax    | 51.19.83 | 35      |       |
| 15   | Luca Cadalora        | Yamaha   | 1 giro   | 23      |       |
| 16   | Gary Cowan           | Honda    | 1 giro   | 36      |       |
| 17   | Bruno Bonhuil        | Honda    | 1 giro   | 27      |       |
| 18   | Nedy Crotta          | Rotax    | 1 giro   | 33      |       |
| 19   | René Delaby          | Yamaha   | 1 giro   | 32      |       |
| 20   | Englebert Neumair    | Rotax    | 1 giro   | 34      |       |
| 21   | Christian Boudinot   | Fior     | 2 giri   | 20      |       |
| 22   | Alain Bronec         | Honda    | 3 giri   | 29      |       |

### Ritirati
| Pilota               | Moto     | Motivo | Griglia |
| -------------------- | -------- | ------ | ------- |
| Guy Bertin           | Honda    |        | 13      |
| Jean-François Baldé  | Honda    |        | 22      |
| Stefano Caracchi     | Honda    |        | 25      |
| Javier Cardelús      | JJ Cobas |        | 26      |
| Jacques Cornu        | Honda    |        | 5       |
| Harald Eckl          | Honda    |        | 21      |
| Jean Foray           | Yamaha   |        | 30      |
| Patrick Igoa         | Yamaha   |        | 6       |
| Carlos Lavado        | Yamaha   |        | 7       |
| Anton Mang           | Honda    |        | 4       |
| Stéphane Mertens     | Honda    |        | 12      |
| Jean-Michel Mattioli | Yamaha   |        | 14      |
| Ivan Palazzese       | Yamaha   |        | 18      |
| Jochen Schmid        | Yamaha   |        | 19      |

### Non partito
| Pilota       | Moto   |
| ------------ | ------ |
| Juan Garriga | Yamaha |

### Non qualificati
| Pilota                 | Moto   |
| ---------------------- | ------ |
| Didier Bordeaux        | Yamaha |
| Marcellino Lucchi      | Honda  |
| Bernard Haenggeli      | Yamaha |
| Urs Jucker             | Yamaha |
| Jean-Louis Guignabodet | Honda  |
| Richard Gauthier       | Yamaha |
| Bruno Sparza           | Honda  |
| Alberto Rota           | Honda  |
| Etienne Quartararo     | Honda  |
| Siegfried Minich       | Honda  |
| Michel Galbit          | JBB    |
| Fausto Ricci           | Honda  |
| Philippe Pagano        | Yamaha |

## Classe 125
Neanche la pioggia è riuscita a fermare la serie di vittorie ininterrotte di Fausto Gresini che qui ha colto il sesto successo; alle sue spalle ancora una volta due altri italiani, nell'ordine Ezio Gianola e Bruno Casanova

### Arrivati al traguardo
| Pos. | Pilota             | Moto     | Tempo    | Griglia | Punti |
| ---- | ------------------ | -------- | -------- | ------- | ----- |
| 1    | Fausto Gresini     | Garelli  | 47.37.84 | 1       | 15    |
| 2    | Ezio Gianola       | Honda    | 48.20.76 | 13      | 12    |
| 3    | Bruno Casanova     | Garelli  | 48.33.34 | 2       | 10    |
| 4    | Mike Leitner       | MBA      | 48.43.61 | 8       | 8     |
| 5    | Paolo Casoli       | Moto AGV | 48.57.33 | 3       | 6     |
| 6    | Johnny Wickström   | Tunturi  | 49.15.80 | 15      | 5     |
| 7    | Domenico Brigaglia | Moto AGV | 49.22.50 | 17      | 4     |
| 8    | Olivier Liégeois   | Assmex   | 49.34.36 | 12      | 3     |
| 9    | Gastone Grassetti  | MBA      | 49.48.98 | 18      | 2     |
| 10   | Flemming Kistrup   | MBA      | 49.57.19 | 19      | 1     |
| 11   | Adi Stadler        | MBA      | 1 giro   | 7       |       |
| 12   | Willy Pérez        | Zanella  | 1 giro   | 11      |       |
| 13   | Allan Scott        | EMC      | 1 giro   | 36      |       |
| 14   | Håkan Olsson       | Starol   | 1 giro   | 21      |       |
| 15   | Ivan Troisi        | MBA      | 1 giro   | 25      |       |
| 16   | Michel Escudier    | MBA      | 1 giro   | 26      |       |
| 17   | Denis Longueville  | MBA      | 1 giro   | 31      |       |
| 18   | Andrés Sánchez     | Ducados  | 2 giri   | 4       |       |
| 19   | Laurent Chapeau    | MBA      | 3 giri   | 34      |       |

### Ritirati
| Pilota               | Moto  | Motivo | Griglia |
| -------------------- | ----- | ------ | ------- |
| Robin Appleyard      | MBA   |        | 33      |
| Christian Le Badezet | MBA   |        | 22      |
| Pier Paolo Bianchi   | MBA   |        | 6       |
| Paul Bordes          | MBA   |        | 30      |
| Corrado Catalano     | MBA   |        | 5       |
| Thierry Feuz         | MBA   |        | 9       |
| Jussi Hautaniemi     | MBA   |        | 16      |
| Fernando Gonzales    | Cobas |        | 35      |
| Bady Hassaine        | MBA   |        | 14      |
| Jacques Hutteau      | MBA   |        | 23      |
| Esa Kytölä           | MBA   |        | 24      |
| Ian McConnachie      | MBA   |        | 28      |
| Claudio Macciotta    | MBA   |        | 29      |
| Lucio Pietroniro     | MBA   |        | 10      |
| Gilles Payraudeau    | MBA   |        | 27      |
| Thomas Pedersen      | MBA   |        | 32      |
| Jean-Claude Selini   | MBA   |        | 20      |

### Non qualificati
| Pilota               | Moto   |
| -------------------- | ------ |
| Robert Milton        | MBA    |
| Pascal Serra         | Honda  |
| Jan Eggens           | MBA    |
| Philippe Souliez     | MBA    |
| Hans Spaan           | MBA    |
| Helmut Hovenga       | Seel   |
| Steve Mason          | MBA    |
| Peter Sommer         | Supeso |
| Alexandre Laranjeira | Yamaha |
| Dave Brown           | MBA    |

## Classe sidecar
Come ad Assen la gara si corre sotto la pioggia, ma stavolta la vittoria va a Rolf Biland-Kurt Waltisperg, che distanziano Streuer-Schnieders e Webster-Hewitt.
In classifica Webster rimane in testa con 60 punti, davanti a Streuer a 51, Michel a 50 e Biland a 38.

### Arrivati al traguardo (posizioni a punti)[5]
| Pos | Pilota             | Passeggero         | Moto          | Tempo    | Punti |
| --- | ------------------ | ------------------ | ------------- | -------- | ----- |
| 1   | Rolf Biland        | Kurt Waltisperg    | LCR-Krauser   | 45'47"15 | 15    |
| 2   | Egbert Streuer     | Bernard Schnieders | LCR-Yamaha    | 46'01"95 | 12    |
| 3   | Steve Webster      | Tony Hewitt        | LCR-Krauser   | 46'03"22 | 10    |
| 4   | Alain Michel       | Jean-Marc Fresc    | LCR-Krauser   | 46'15"39 | 8     |
| 5   | Derek Jones        | Brian Ayres        | LCR-Yamaha    | 46'58"02 | 6     |
| 6   | Yoshisada Kumagaya | Brian Barlow       | Windle-Yamaha | 47'19"20 | 5     |
| 7   | Theo van Kempen    | Geral de Haas      | LCR-Yamaha    | 47'23"36 | 4     |
| 8   | Steve Abbott       | Shaun Smith        | Windle-Yamaha | 47'26"21 | 3     |
| 9   | Alfred Zurbrügg    | Simon Birchall     | LCR-Yamaha    | 47'36"47 | 2     |
| 10  | Bernd Scherer      | Wolfgang Gess      | BRS-Yamaha    | 47'38"79 | 1     |